# Ефект Стайлса — Кроуфорда
Ефект Стайлса — Кроуфорда пов'язаний із психофізичним експериментом Вальтера Стайлса та Брайна Кроуфорда (1933 р.), які виявили, що за фотопічних та мезозкопічних умов освітлення людське око чутливе до напрямку входження світла до зіниці.
Чутливість сітківки нормального ока є найбільшою по відношенню до світла, що входить до ока біля центру зіниці і спадає майже симетрично, коли точка входу світла зміщується в напрямку до периферії зіниці. Така зміна відносної світлової ефективності як функція від положення на сітківці називається «ефект Стайлса — Кроуфорда І порядку» (ЕСКІ) .
Існує також ефект Стайлса — Кроуфорда ІІ порядку (СКІІ), коли промені світла, рухаючись від центру, характеризуються певним кольоровим зміщенням.

## Чутливість сітківки до напрямку світла
Експеримент Стайлса і Кроуфорда показав, що коли світло входить до ока в позаосьовій точці зіниці, воно є менш ефективним у генеруванні зорового сприйняття внаслідок того, що воно падає під косим кутом на сітківку. При денному світлі, аби генерувати те саме суб'єктивне відчуття яскравості, що й промінь, який входить через центр зіниці, то промінь, який входить через периферію зіниці, повинен мати в 5 — 10 раз більшу енергетичну світність. За 2-3 мм від місця пікової чутливості на сітківці світло наполовину менш ефективне у порівнянні із оптимальним положенням.
ЕСКІ вперше чітко продемонстрував, що сітківка є складною оптичною системою, чиї властивості відіграють ключову роль в обробці зорової інформації. Існує також ефект Стайлса — Кроуфорда ІІ порядку (ЕСКІІ), коли промені світла, рухаючись від центру, характеризуються певним кольоровим зміщенням.

## Фоторецепторнаприрода ЕСКІ
Вже Стайлс і Кроуфорд в їх першому дослідженні ЕСКІ висунули припущення, що виявлений ефект пов'язаний не з оптикою ока, а із сітківкою, зокрема із колбочками в центральній області очного дна. Пізніше Стайлс виявив, що пороги парафовеальних колбочок для світла, що входить до ока за 3 мм від центра зіниці є вчетверо вищими, ніж в центрі. Втім, для більшості очей людей оптимальне місце для сприйняття світла розміщене в назальний бік, 0,5 мм від центру зіниці, що вказує на те, що колбочки вирівняні по відношенню до центра зіниці в дещо назально-постеріорному напрямку.
Перше пряме свідчення на користь рецепторного походження ЕКСІ було отримане в оригінальному експерименті австрійсько-швейцарського офтальмолога та винахідника Ханса Гольдмана. Він використав офтальмоскоп для обстеження очного дна, коли суб'єкт дивився на двостороннє фотометричне поле. Два пучка світла були спрямовані в центр зіниці ока. Для спрямування одного пучка на периферію зіниці, в  діафрагму поля зору була поміщена призма. Після чого дослідник відрегулював інтенсивності двох пучків світла з різними кутами падіння таким чином, щоб вони здавались однаково яскравими в задній частині ока суб'єкта. Якби причиною ЕСКІ була оптика ока, то ці два промені світла також сприймались б суб'єктом, як однаково яскраві. Однак Гольдман виявив, що суб'єкт сприймав два промені не як однаково яскраві, тим самим підтвердивши фоторецепторне походження ЕСКІ.
Теоретичні та експериментальні дослідження переконливо показали, що ключовою причиною ЕСКІ є не аподизаційний фільтр в оптичному шляху чи площині зіниці, а хвилевідні властивості колбочок, оскільки їх форма та показник заломлення надають їм чутливість до напрямку світла. Щільне пакування дисків в колбочках забезпечує їх вищий показник заломлення у порівнянні з оточуючим середовищем.
Теорія хвилевідності фоторецепторів також коректно передбачає, що для колбочок посередині центральної ямки та паличок неподалік від неї притаманний менший ЕСКІ, аніж для периферійних колбочок, які мають більш циліндричну форму.

## Фототропізм фоторецепторів
Одним з наслідків ЕСКІ є те, що якщо зіниця ока децентрована відносно осі рецептора, то світло, яке входить до ока, матиме менший візуальний вплив. Однак, для більшості людей, вісь колбочок та положення зіниці вирівняні одне відносно одного, як випливає з досліджень, які показали що пік функції ЕСКІ центрований близько до середини зіниці
Зовнішні сегменти колбочок паралельні і зорієнтовані майже перпендикулярно до зовнішньої оболонки очного яблука, будучи спрямовані до центру зіниці в нормальних очей, таким чином постійно вирівнюючись з найсвітлішою областю зіниці. Існують чисельні свідчення того, що подібне точне вирівнювання колбочок відносно центру зіниці ока пов'язане з тим, що колбочки є фототропіничими та активно орієнтуються до світла, подібно до соняшника в полі.
Хоча в деяких людей пік ЕСКІ функції є децентрованим природно, в більшості ЕСКІ вирівняний по відношенню до центру зіниці. Однак у випадках, коли зіниці децентровані, колбочки активно переорієнтовуються таким чином, щоб спрямовуватись до нового центру зіниці й продовжувати схоплювати більше світла. В експерименті, де суб'єкти носили контактні лінзи в яких штучна апертура на кілька міліметрів була децентрована відносно їх природних зіниць, протягом 5 днів відбувалось невелике зміщення (на ~1 мм) піку ЕСКІ функції для компенсації цієї децентрації. Після зняття таких лінз, пік ЕСКІ повертався до нормального положення, також протягом 5 днів.
Одним з найбільш переконливих свідчень фототропічної природи колбочок є випадок активного вирівнювання протягом 10 днів піку ЕСКІ функції в бік центру зіниці в дорослого пацієнта після того, як у нього була видалена подвійна вроджена катаракта. Катаракта затемняла всю зіницю пацієнта, крім її скроневого краю, до якого, як найбільш освітленого, були зорієнтовані колбочки його сітківки до операції з видалення.
Ці дослідження підтверджують динамічну природу колбочок і їх здатність активно орієнтуватись до світла для максимізації власної ефективності у схопленні фотонів.
Механізм фототропізму колбочок наразі незрозумілий. На відміну від костистих риб, чиї фоторецептори мають молекулярні механізми необхідні для їх руху, у ссавців таких механізмів наразі не виявлено. З іншого боку, не виключена можливість того, що причина фототропічної поведінки фоторецепторів знаходиться не в них самих, а в пігментному епітелії сітківки, який містить молекулярні складові, необхідні для поглинання світла та рухливості.

## Значення ЕСКІ для зору
ЕСКІ має кілька важливих наслідків для якості оптичного зображення та чутливості до світла. Одним з наслідків ЕСКІ є зменшення кількості фотонів, які надійдуть до фотопігментів колбочки.
Іншим наслідком ЕСКІ є покращення якості зображення для зіниць, що мають великі розміри. Оскільки поблизу межі зіниці світло загасає, ЕСКІ є еквівалентним до зменшення діаметра зіниці. Такий ефект затінення зіниці для різного загасання світла вздовж зіниці називається аподизацією Стайлса — Кроуфорда. Оскільки якість зображення є оптимальною для зіниць з діаметром від 2 до 3 мм, то для більших зіниць зменшення ефективного розміру зіниці призведе до покращення якості зображення.
Крім того, вибірковість колбочок до напрямку сприяє покращенню оптичної ефективності ока. Поєднання фоторецепторної чутливості до напрямку з їх орієнтацією до центру зіниці звужує схоплення світла до тих фотонів, що надходять до ока поблизу оптичної осі, тим самим усуваючи периферійні промені світла з більш високою аберацією. Розсіяне світло вдаряє у сітківку випадково під будь-яким кутом і саме таке світло, через його кути падіння, має менший вплив на колбочки, аніж промені світла, що надходять до них під прямим кутом.
Однак в серії теоретичних та експериментальних досліджень Девід А. Етчісон (англ. David A. Atchison) з колегами показали, що для добре сфокусованих очей напрямкова чутливість фоторецепторів надає просторовому зору лише незначне покращення. І хоча ЕСКІ обумовлений сітківкою, його вплив на якість зображення в будь-якій даній точці на сітківці пов'язаний із зменшенням розміру зіниці внаслідок меншої ефективності світла, що проникає на периферії зіниці. Крім того, колбочки по середині центральної ямки, які у випадку ЕСКІ мали б отримати найбільшу перевагу з покращенням оптичної якості зображення на сітківці, проявляють слабку чутливість до напрямку. Проте Етчісон та ін. в їх поясненні незначущості ЕСКІ для просторового зору не врахували шкідливий вплив світла, яке проходить через склеру та очне дно, і ними розсіюється. Таке розсіяне світло однорідно покриває сітківку, зменшуючи контраст зображення на сітківці. Відтак, ЕСКІ може відігравати ключову роль у запобіганні поглинання цього світла фоторецепторами.
Інші дослідження показали, що ЕСКІ має більші переваги для кращої якості зображення на сітківці, коли таке зображення розфокусоване внаслідок затримки акомодації та ін. аберацій. Також одним з пояснень фоторецепторної вибірковості до напрямку світла може бути те, що вона постає як результат обмеження фотопігмента в ЗС малих діаметрів. Побудова та утримання малих ЗС потребує менших метаболічних затрат, тому в таких ЗС хвилевідні властивості фоторецепторыв уможливлюють однакову частоту схоплення фотонів фотопігментами..